# Josep Gassó i Martí
Josep Gassó i Martí   (Barcelona - Barcelona, 31 de desembre de 1915) fou un empresari i polític barceloní.

## Biografia
Era fill de Gaietà Gassó i de Josepa Martí i Fraginals (†1876) i es va casar amb Anita Vidal i Llimona.
Gestionà diferents empreses de diferents sectors (cautxú, navilieres, banca, papereres) i fou gerent de la fàbrica de pianos Bernareggi, Gassó i Cia. El 1881 fou un dels socis fundadors de la Societat Espanyola d'Electricitat, empresa que va iniciar a Catalunya la producció i distribució d'electricitat per a una xarxa de distribució per atendre a un gran nombre de consumidors.
També fou vicesecretari de la Lliga de Contribuents en 1882, vicepresident primer de Foment del Treball Nacional i president del Cercle del Liceu en 1890, primer president de la Cambra de la Propietat Urbana de 1903 a 1912, president de l'Institut Agrícola Català de Sant Isidre el 1915 i vicepresident del Casino Liberal de la Plaça Reial. També presidí la Cambra de comerç el 1906 i la Cambra Industrial el 1912.
Fou soci de l'Ateneu Barcelonès, de la Societat Econòmica Barcelonesa d'Amics del País, membre de l'Orde dels Hospitalers de Sant Joan.
Fou diputat de la Diputació de Barcelona com a independent el 1880 i pel Partit Liberal Fusionista el 1886. Després fou regidor i tinent d'alcalde de l'Ajuntament de Barcelona pel Partit Liberal a les eleccions municipals de 1889 i 1891.